# DirectPlay
DirectPlay es una biblioteca obsoleta que era parte de la API de Microsoft DirectX destinada a la comunicación de red prevista para el desarrollo del juego en computadoras. 
Las interfaces principales que usa DirectPlay son las siguientes: 
- IDirectPlayXServer, que da acceso al servidor.
- IDirectPlayXClient, que da acceso al cliente.
- IDirectPlayXPeer, que da acceso al intercambio de ficheros entre iguales.

## Sistema
Se construye sobre un sistema UDP para permitir la rápida comunicación con otros dispositivos de DirectX y se sienta sobre el equivalente de las capas 4 y 5 de los niveles de OSI.

- En la capa 4 realiza las siguientes tareas: que el mensaje llegue en el mismo orden en el que se envía, garantizar la llegada de los datos y asegurarse de que el lenguaje entre el receptor y el emisor sea el mismo.
- En la capa 5 su tarea principal es la de empezar y finalizar la conexión.

- Datos: Q1956969